# Кіновсесвіт Marvel: Друга фаза
Друга фаза Кіновсесвіту Marvel (КВМ) — серія американських супергеройських фільмів, створених Marvel Studios і заснованих на персонажах Marvel Comics. Першим фільмом фази стала стрічка «Залізна людина 3» (2013), а останнім — «Людина-мураха» (2015). До фази також увійшов кросовер про Месників — «Месники: Ера Альтрона» (2015). Кевін Файгі спродюсував всі фільми фази. Шість фільмів фази зібрали в прокаті понад $5,2 млрд і отримали переважно позитивні відгуки критиків та глядачів.
Marvel Studios створили дві короткометражки Marvel One-Shots для Другої фази. Кожний фільм отримав комікс-приквели, що підводять читача до подій стрічки. Крім того, до виходу фільмів «Залізна людина 3», «Тор: Царство темряви» і «Перший месник: Друга війна» вийшли відеоігри, а гра «Lego Marvel's Avengers» втілила велику кількість сюжетних ліній з різних фільмів кіновсесвіту. Друга фаза, разом з Першою і Третьою, складають Сагу Нескінченності.

## Фільми
Події 7-12 фільмів кіновсесвіту, що склали Другу фазу, продовжили історію Каменів Нескінченності.
| Фільм                      | Дата виходу (Україна) | Режисер(и)         | Сценарист(и)                                      | Продюсер(и) |
| -------------------------- | --------------------- | ------------------ | ------------------------------------------------- | ----------- |
| Залізна людина 3           | 2 травня 2013         | Шейн Блек          | Дрю Пірс і Шейн Блек                              | Кевін Файгі |
| Тор: Царство темряви       | 7 листопада 2013      | Алан Тейлор        | Крістофер Йост, Крістофер Маркус і Стівен Макфілі | Кевін Файгі |
| Перший месник: Друга війна | 4 квітня 2014         | Ентоні й Джо Руссо | Крістофер Маркус і Стівен Макфілі                 | Кевін Файгі |
| Вартові галактики          | 1 серпня 2014         | Джеймс Ґанн        | Джеймс Ґанн, Ніколь Перлман                       | Кевін Файгі |
| Месники: Ера Альтрона      | 23 квітня 2015        | Джосс Відон        | Джосс Відон                                       | Кевін Файгі |
| Людина-мураха              | 16 липня 2015         | Пейтон Рід         | Едгар Райт, Джо Корніш, Адам Мак-Кей, Пол Радд    | Кевін Файгі |

## Хронологія фази
| Рік  | Події фільмів                                     |
| ---- | ------------------------------------------------- |
| 2012 | «Залізна людина 3»                                |
| 2013 | «Тор: Царство темряви»                            |
| 2014 | «Перший месник: Друга війна», «Вартові Галактики» |
| 2015 | «Месники: Ера Альтрона», «Людина-мураха»          |